# Дэн Сюэмэй
Дэн Сюэмэй (род. 3 декабря 1991 года, Ганьчжоу, Цзянси, Китай) — китайская пауэрлифтерша-паралимпийка. Чемпионка летних Паралимпийских игр 2020 в Токио. Серебряная призёрка летних Паралимпийских игр 2024 в Париже.

## Спортивные результаты по пауэрлифтингу
| Год  | Турнир                          | Место проведения | Категория   | Результат | Место |
| ---- | ------------------------------- | ---------------- | ----------- | --------- | ----- |
| 2014 | Чемпионат мира                  | Дубай            | до 86 кг    | 108       | 6     |
| 2017 | Чемпионат мира                  | Мехико           | свыше 86 кг | 131       | 4     |
| 2019 | Чемпионат мира                  | Нур-Султан       | свыше 86 кг | 151       | 1     |
| 2021 | Летние Паралимпийские игры 2020 | Токио            | свыше 86 кг | 153       | 1     |
| 2021 | Чемпионат мира                  | Тбилиси          | свыше 86 кг | 140       | 1     |
| 2023 | Чемпионат мира                  | Дубай            | свыше 86 кг | 150       | 1     |
| 2024 | Летние Паралимпийские игры 2024 | Париж            | свыше 86 кг | 155       | 2     |